# 4-4-2 Soccer
4-4-2 Soccer est un jeu vidéo de football sorti en 1997 sur PlayStation et DOS. Le jeu a été développé par Arc Developments et édité par Virgin Interactive.